# Sa'di
El jeque Sa'dī o Saadi (en persa سعدی, nombre completo: Musharrif al-Dīn ibn Muṣlih al-Dīn Shiraz, 1213 — ibidem, 9 de diciembre de 1291) es uno de los principales poetas persas del período medieval, reconocido no solo por su calidad literaria, sino por la profundidad de su sensibilidad social.

## Biografía

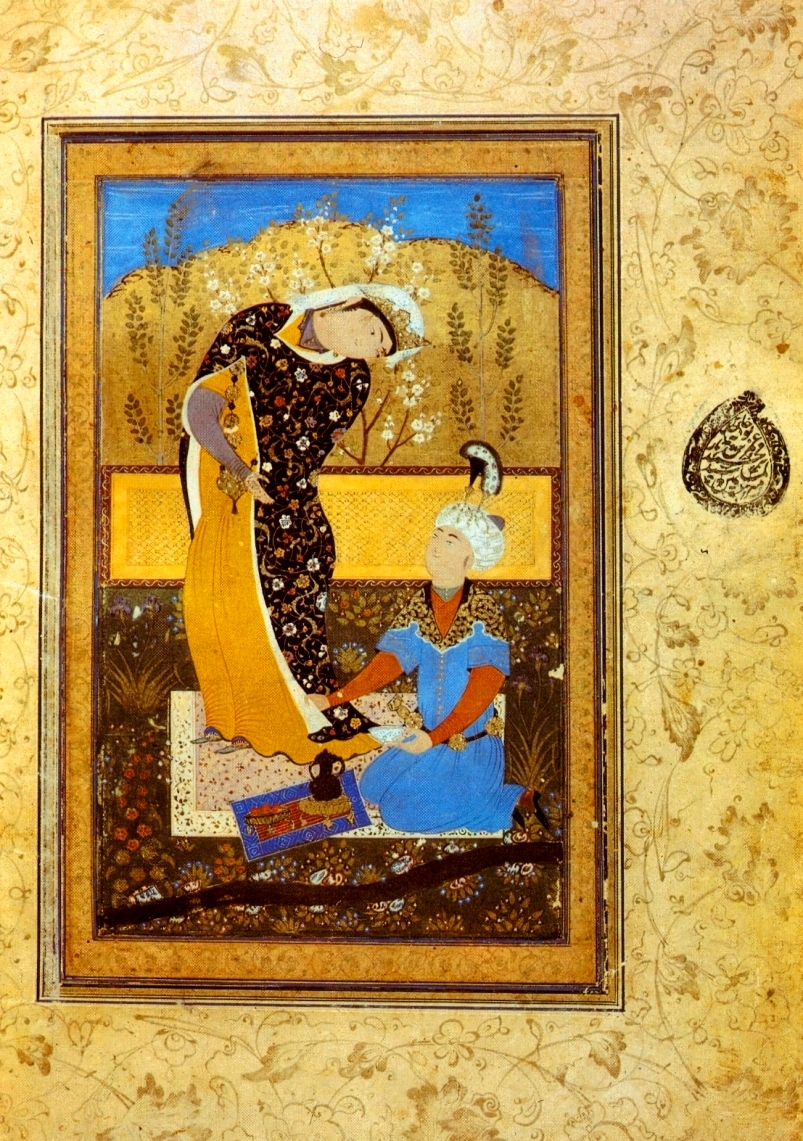
Abdullah Sa'di

Nativo de Shiraz (Persia),. Saadi abandonó su ciudad natal a temprana edad para estudiar literatura árabe y ciencias islámicas en Bagdad, entre 1195 y 1226.
Las condiciones de inestabilidad que siguieron a la invasión mongola lo llevaron a viajar por Anatolia, Siria, Egipto e Irak. También refiere en su obra viajes a India y Asia central. La experiencia de Saadi es similar a la de Marco Polo, quien estuvo por la región entre 1271 y 1294. Hay sin embargo una diferencia entre ambos: mientras que Marco Polo se relacionó especialmente con los poderosos y la "buena vida", Saadi convivió con la gente ordinaria, sobrevivientes de las matanzas mongolas. Se reunía a altas horas de la noche intercambiando ideas con mercaderes, campesinos, religiosos, caminantes, ladrones y mendigos sufíes. Durante veinte años o más, continuó la misma rutina de sermones, advertencias, aprendizaje, perfeccionando su dialéctica y puliéndola en gemas que iluminarían la sabiduría y las debilidades de su pueblo.
Cuando reapareció en su nativa Shiraz era ya un hombre mayor. La ciudad, bajo el gobierno de Atabak Abubakr Sa'd ibn Zangy (1231-60) disfrutaba de un período de relativa tranquilidad. Saadi no sólo fue bienvenido, sino que logró el respeto del gobernante y fue designado entre los grandes de la provincia. En respuesta, Saadi tomó su nombre literario del gobernante, Sa'd ibn Zangi, y compuso algunos de los más bellos panegíricos como gesto inicial de gratitud en favor de la casa gobernante y los ubicó al inicio de su bostan. Se cree que pasó el resto de su vida en Shiraz.

## Obra
Sus obras más conocidas son Bustán (El vergel) (1257), y Gulistán (La rosaleda) (1258). Bustán está escrito enteramente en verso, en rima épica y consiste en historias ilustrando apropiadamente las virtudes recomendadas a los musulmanes (justicia, liberalidad, modestia, satisfacción) así como reflexiones sobre la conducta de los derviches y sus prácticas extáticas.
Gulistán está mayormente escrito en prosa y contiene historias y anécdotas personales. El texto está intercalado con una variedad de poemas cortos que incluyen aforismos, advertencias y reflexiones humorísticas. Saadi demostró una profunda conciencia sobre el absurdo de la existencia humana, al hablar, por ejemplo, del destino de aquellos que dependían del humor cambiante de los reyes en contraste con la libertad de los derviches. 
Para los estudiantes occidentales tanto Bustán como Gulistán conllevan una atracción especial, pero Saadi es recordado también como un gran creador de panegíricos y obras líricas, autor de odas maestras retratando la experiencia humana, y también por odas singulares lamentando la caída de Bagdad luego de la invasión mogola de 1258. Su producción lírica puede hallarse en Ghazaliyat ("Lírica") y sus odas en Qasa'id ("Odas"). También produjo un número de escritos en árabe.
La mezcla peculiar de cortesía y cinismo, humor y resignación que muestra la obra de Saadi, junto a una tendencia a evitar los dilemas difíciles, lo convierte para muchos en unos de los escritores más encantadores de la cultura iraní. 
El estilo de prosa de Saadi, descripto como "simple, pero imposible de imitar"[cita requerida] fluye naturalmente y sin esfuerzo. Su simplicidad, sin embargo, está basada en una trama semántica que incluye sinónimos, homófonos y oxímoron apoyados en un ritmo interno y en la rima externa.
Una de sus citas más famosas es "Todo lo que se hace con precipitación termina fácilmente en derroche". Otro famoso poema refiere a la bondad de la humanidad.
Este poema se halla en la entrada del "Hall de las naciones" del edificio de las Naciones Unidas en Nueva York, con su llamado a romper todas las barreras:

| VERSIÓN ORIGINAL بنى‌آدم اعضای یک پیکرند که در آفرینش ز یک گوهرند چو عضوى به درد آورَد روزگار دگر عضوها را نمانَد قرار تو کز محنت دیگران بی‌غمی نشاید که نامت نهند آدمی | TRADUCCIÓN Los hijos de Adán son, miembros de un organismo. que de un elemento mismo se hicieron en la Creación; Y si uno de ellos de un mal padece los otros no estarán serenos si no te duele el dolor ajeno que te llamen persona no mereces. |

### Otras obras
Saadi compuso también marathi (odas fúnebres), sobre todo en honor de Abu Bakr ibn Sa'd, su hijo Saʿd I y Al-Musta'sim, último califa de Bagdad. También tarjiyât ("refranes") y roubâ'yiàt ("cuartetos" o epigramas) y  Majalis ("sesiones místicas"). El Saheb Nameh, libro de consejos dedicado a Chams al-Din Juwayni. En prosa, la Risala al-'aql wa ichq (carta sobre la razón y el amor) y el Nasihat e-moluk ("Consejos a los príncipes"), un texto del género del espejo de los príncipes,
También escribió una colección de "facetiae" en las que el humor roza a veces la grosería. ¿O se sintió obligado a cumplir un encargo? Una posible explicación es que, queriendo medirse con sus predecesores, quiso probar todos los géneros literarios.

## Legado y estilo poético
Sa'di distinguía entre los aspectos espirituales y los prácticos o mundanos de la vida. En su Bustan, por ejemplo, el espiritual Saadi utiliza el mundo mundano como trampolín para impulsarse más allá de los reinos terrenales. Las imágenes de Bustan son de naturaleza delicada y relajante. En cambio, en Gulistan, el Sa'di mundano rebaja lo espiritual para tocar el corazón de sus compañeros de camino. Aquí las imágenes son gráficas y, gracias a la destreza de Saadi, permanecen concretas en la mente del lector. También en el plano realista, la división tiene algo de verdad. El jeque que predica en la Khanqah experimenta un mundo totalmente diferente al del comerciante que pasa por una ciudad. La particularidad de Saadi es que encarna tanto al jeque sufí como al mercader ambulante. Son, como él mismo dice, dos almendras en la misma cáscara.
El estilo de prosa de Sa'di, descrito como "sencillo pero imposible de imitar", fluye con total naturalidad y sin esfuerzo. Sin embargo, su sencillez se basa en una red semántica compuesta por sinonimia, homofonía y oxímoron, reforzada por el ritmo interno y la rima externa.

### Influencia sobre la lengua persa
Golestán ha servido de manual de lectura para generaciones de escolares iraníes, con el resultado de que muchas de las fórmulas de Saadi han pasado al persa moderno. Por ejemplo: "Del frasco sólo sale lo que contiene" (از کوزه همان برون تراود که در اوست). O también: "El almizcle es lo que hueles, no lo que el perfumista te dice de él "·.
Pero la influencia de Saadi no se quedó ahí: influyó considerablemente en la lengua persa, hasta el punto de que el persa moderno le debe mucho. Si en el siglo XIII Saadi escribió una lengua cercana al persa moderno, es porque el persa se modeló a partir de la lengua de Saadi. Mohammad Ali Foroughi, antiguo ministro iraní y entusiasta de la literatura, lo expresa así: "Hablamos la lengua que aprendimos de Saadi.
Saadi sigue estando presente en la literatura iraní contemporánea. La primera novela histórica iraní moderna, Shams va Toghra, de Mohammad Baqer Mirza, escrita en 1910, presenta a Saadi como personaje de la historia.· Más recientemente, se ha adaptado al teatro en un espectáculo titulado Golgasht dar golestan, dirigido por Dariush Mo'addabian.

### Influencia sobre la música iraní
Las características de los textos de Saadi hacen que sus poemas inspiren a los músicos. La musicalidad del lenguaje poético de Saadi parece prestarse especialmente bien a su utilización por parte de estos artistas. Se pueden encontrar adaptaciones de los textos de Saadi en la música iraní desde que existen grabaciones sonoras. Dos artistas en particular han mostrado su admiración por el jeque de Shiraz poniendo música a sus textos: Jalal Taj Esfahani y Mohammad Reza Shajarian. Este último compuso todas las canciones de su álbum Peyvand Mehr a partir de textos de Saadi Las dos partes del DVD de su concierto con el grupo Ava están basadas en poemas de Saadi Escribió una canción titulada Ghazal Saadi El informe de una reunión sobre el tema "La música y el Ghazalyat de Saadi" confirma que Shajarian aprecia a Saadi, como demuestran sus canciones, y que Taj Esfahani solía leer mucho a Saadi. Varios álbumes de Mohsen Chavoshi incluyen poemas de Saadi y Hafez.
La letra de la canción Hoosham Bebar, de Mohsen Namjoo, también es una adaptación de Saadi.

### Influencia en la cultura occidental
Entre estas obras destaca el West-Oestlicher Divan de Goethe. André du Ryer fue el primer europeo que presentó a Saadi en Occidente, mediante una traducción parcial francesa de Gulistan en 1634. Adam Olearius le siguió pronto con una traducción completa del Bustan y del Gulistan al alemán en 1654.
En sus "Conferencias sobre Estética", Georg Wilhelm Friedrich Hegel escribió ("Sobre las Artes", traducido por Henry Paolucci, 2001, p. 155-157):

La poesía panteísta ha tenido, hay que decirlo, un desarrollo más elevado y libre en el mundo islámico, especialmente entre los persas ... El pleno florecimiento de la poesía persa se produce en el momento álgido de su completa transformación en el habla y el carácter nacional, a través del mahometanismo ... En épocas posteriores, la poesía de este orden [la poesía épica de Ferdowsi] tuvo una secuela en las epopeyas amorosas de extraordinaria ternura y dulzura; pero siguió también un giro hacia lo didáctico, donde, con una rica experiencia de la vida, el lejano Saadi fue maestro antes de sumergirse en las profundidades del misticismo panteísta enseñado y recomendado en los extraordinarios cuentos y narraciones legendarias del gran Jalal-ed-Din Rumi.

Alexander Pushkin, uno de los poetas más célebres de Rusia, cita a Saadi en su obra Eugene Onegin, "como cantaba Saadi en épocas anteriores,
'algunos están lejos, otros están muertos'". Gulistan fue una influencia en las fábulas de Jean de La Fontaine. Benjamin Franklin en una de sus obras, DLXXXVIII Una parábola sobre la persecución, cita una de las parábolas de Bustan de Saadi, aparentemente sin conocer la fuente. Ralph Waldo Emerson también se interesó por los escritos de Sadi, contribuyendo él mismo a algunas ediciones traducidas. Emerson, que leyó a Sadi sólo en traducción, comparó sus escritos con la Biblia en cuanto a su sabiduría y la belleza de su narrativa.
El tercer nombre de pila del físico francés Nicolas Léonard Sadi Carnot proviene del nombre de Sa'di. Fue elegido por su padre, Lazare Carnot, debido a su gran interés hacia Sa'di y sus poemas. 
Voltaire estaba muy entusiasmado con sus obras, especialmente con Gulistan, incluso le gustaba que le llamaran "Sa'di" en su círculo de amigos.
El presidente de Estados Unidos, Barack Obama, citó los dos primeros versos de este poema en su saludo de Año Nuevo al pueblo de Irán el 20 de marzo de 2009: "Pero recordemos las palabras que escribió el poeta Sa'di, hace tantos años: 'Los hijos de Adán son miembros los unos de los otros, habiendo sido creados de una misma esencia'".

### Eponimia
En 1976, un cráter en Mercurio fue nombrado en su honor, el cráter Sadī.

## Mausoleo de Sa'di en Shiraz

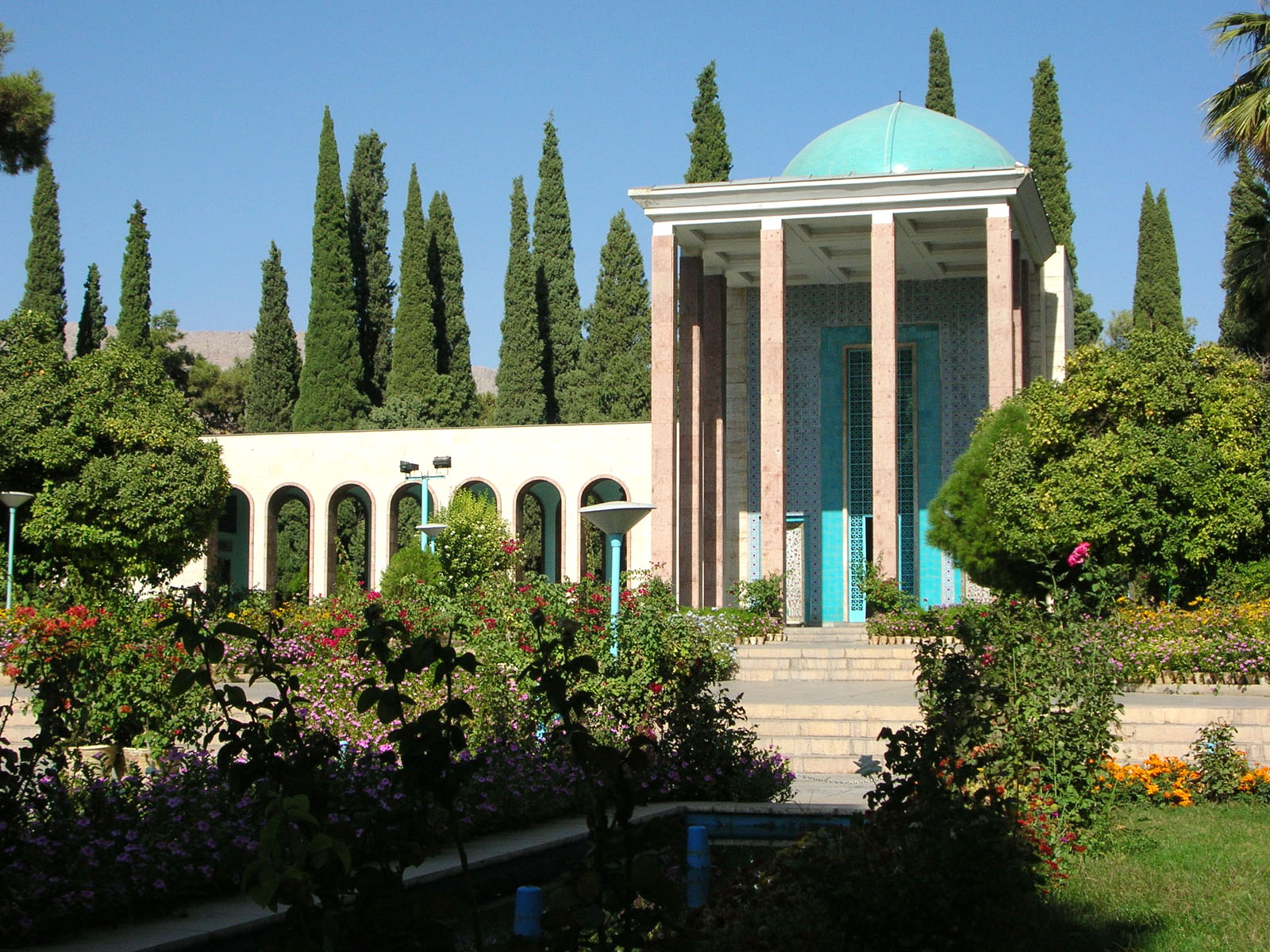
Mausoleo de Sa'adi en Shiraz, Irán
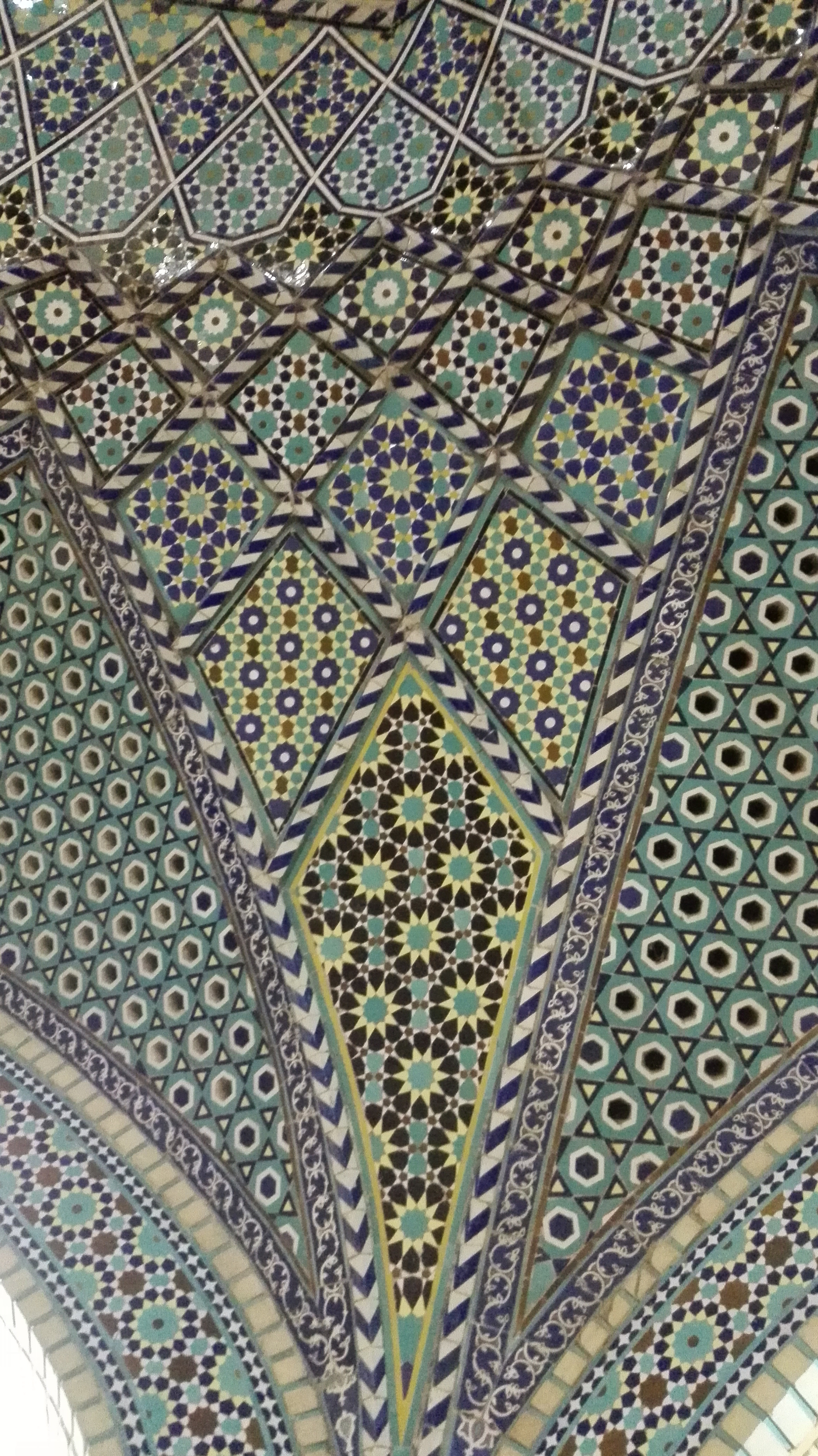
Detalle de un mosaico en el mausoleo
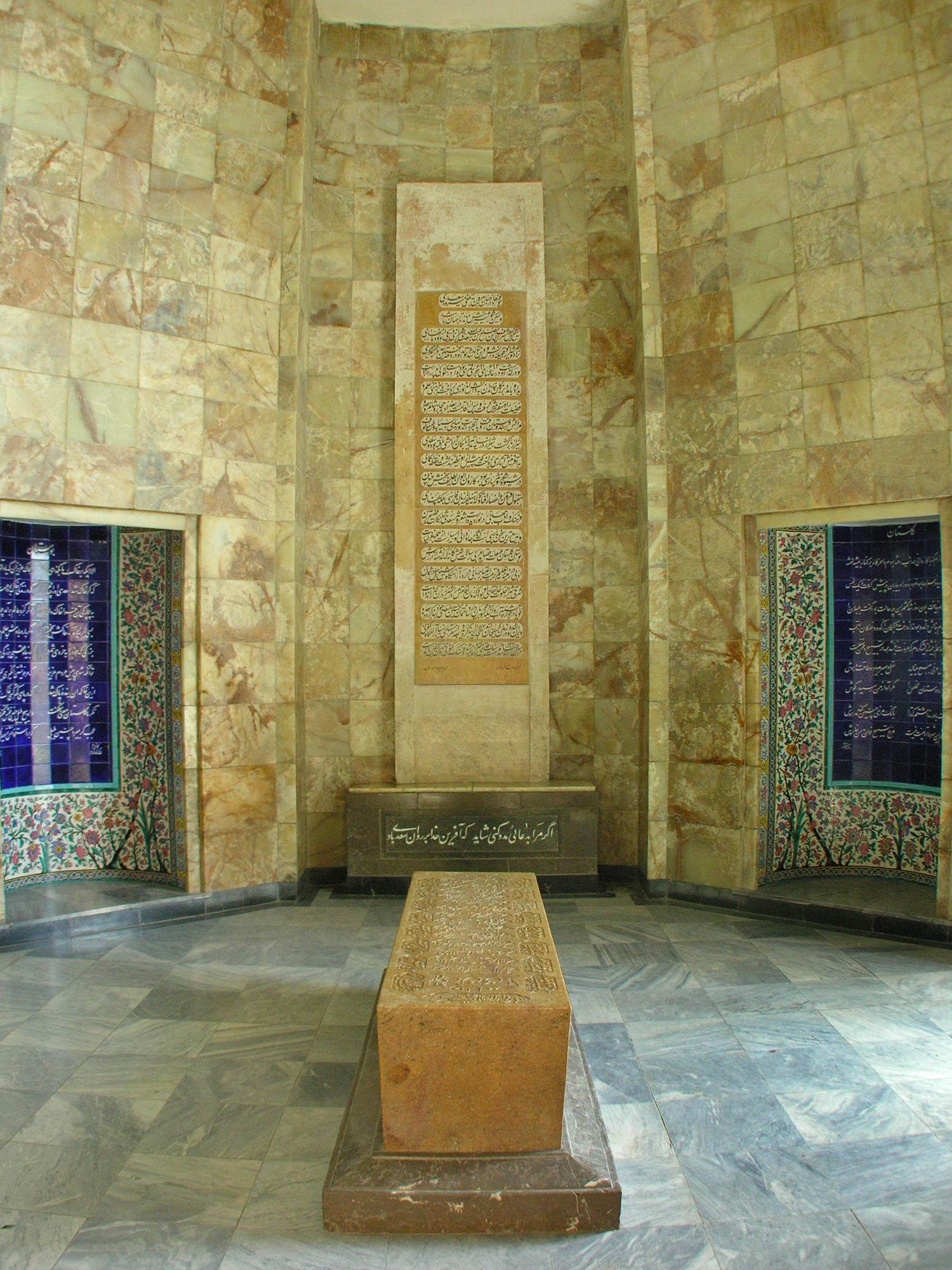
Tumba de Sa'di en su  mausoleo
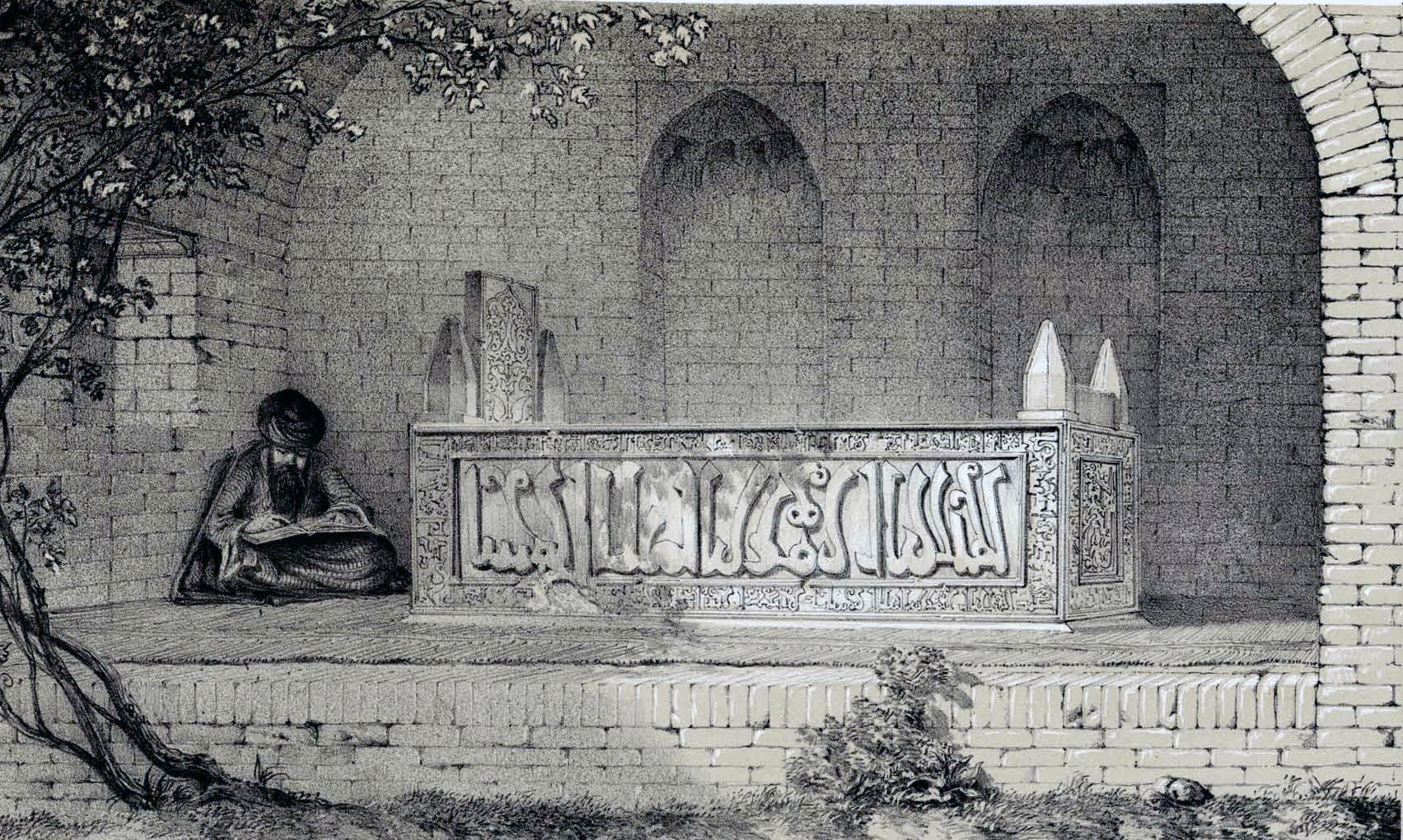
Imagen de la tumba de Sheikh Saadi, ilustración de Eugène Flandin, 1851
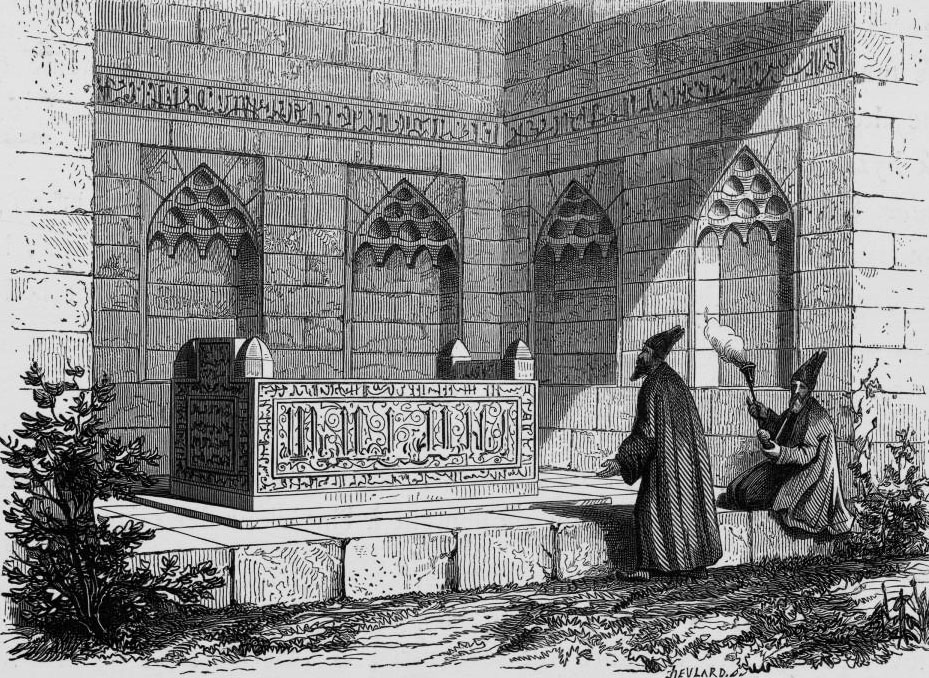
Imagen de la tumba de Sa'di según Pascal Coste, 1867
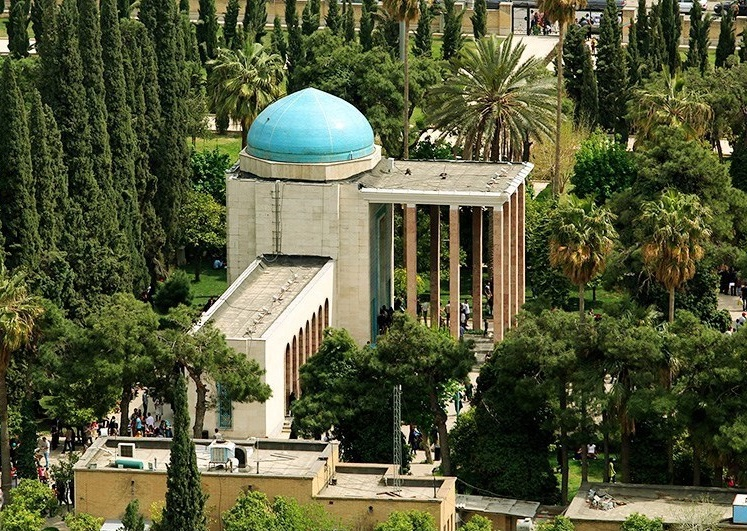
Tumba de Sa'di desde el cielo, April 20, 2014
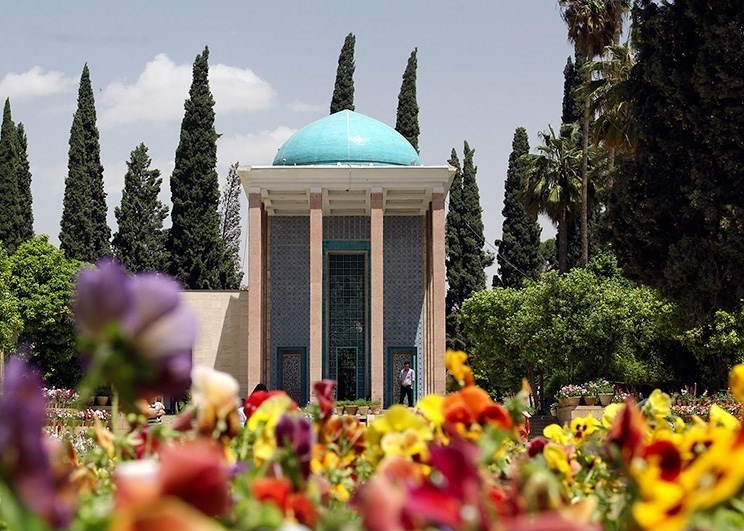
Entrada a la tumba de Sa'di, 20 de abril de 2014
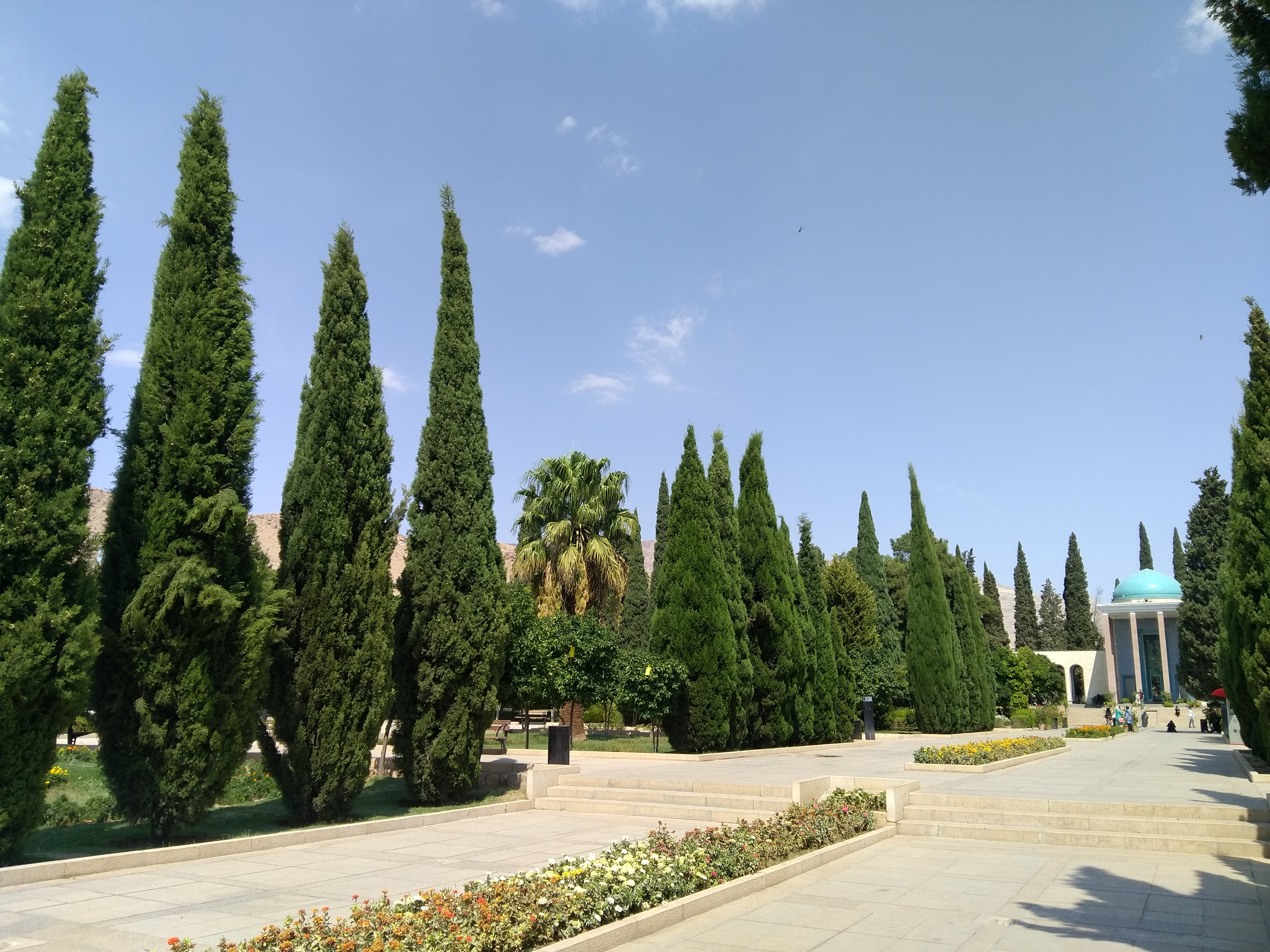
Parte de la entrada de la tumba de Sa'di el 18 de septiembre de 2017
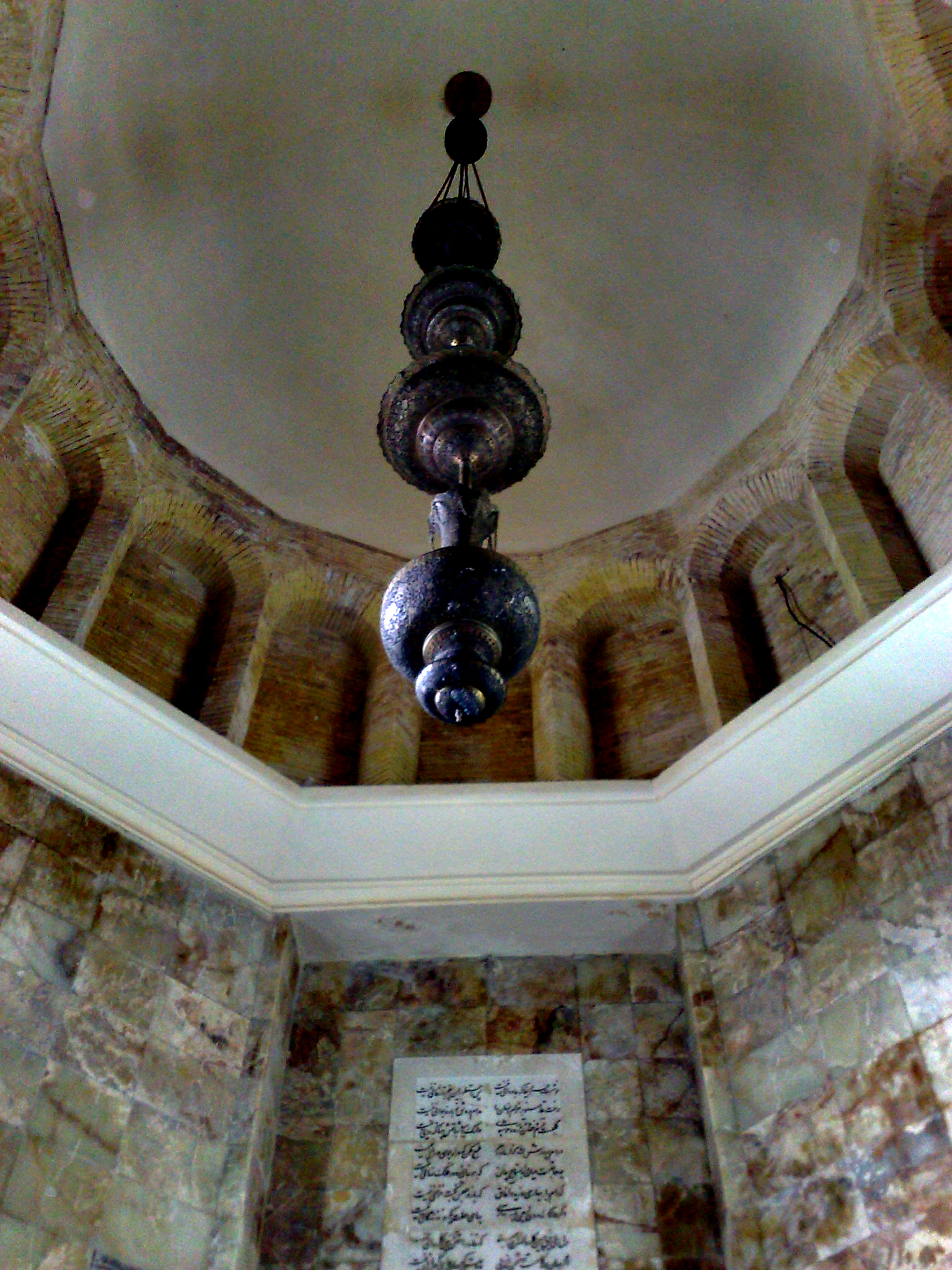
Interior de la tumba de Sa'di, diciembre de 2016